# Молдова на Чемпіонаті світу з водних видів спорту 2015
Молдова взяла участь у Чемпіонаті світу з водних видів спорту 2015, який пройшов у Казані (Росія) від 24 липня до 9 серпня.

## Плавання
Молдовські плавці виконали кваліфікаційні нормативи в дисциплінах, які наведено в таблиці (не більш як 2 плавці на одну дисципліну за часом нормативу A, і не більш як 1 плавець на одну дисципліну за часом нормативу B):
Чоловіки
| Спортсмен      | Дисципліна            | Попередній заплив | Попередній заплив | Півфінал        | Півфінал        | Фінал           | Фінал           |
| Спортсмен      | Дисципліна            | Час               | Місце             | Час             | Місце           | Час             | Місце           |
| -------------- | --------------------- | ----------------- | ----------------- | --------------- | --------------- | --------------- | --------------- |
| Олексій Санков | 200 м вільним стилем  | 1:50.18           | 41                | Завершив виступ | Завершив виступ | Завершив виступ | Завершив виступ |
| Олексій Санков | 400 м вільним стилем  | 3:55.83           | 46                | Н/Д             | Н/Д             | Завершив виступ | Завершив виступ |
| Олексій Санков | 800 м вільним стилем  | 8:10.83           | 34                | Н/Д             | Н/Д             | Завершив виступ | Завершив виступ |
| Олексій Санков | 1500 м вільним стилем | 15:53.85          | 40                | Н/Д             | Н/Д             | Завершив виступ | Завершив виступ |

Жінки
| Спортсменка                                                     | Дисципліна                       | Попередній заплив | Попередній заплив | Півфінал         | Півфінал         | Фінал             | Фінал             |
| Спортсменка                                                     | Дисципліна                       | Час               | Місце             | Час              | Місце            | Час               | Місце             |
| --------------------------------------------------------------- | -------------------------------- | ----------------- | ----------------- | ---------------- | ---------------- | ----------------- | ----------------- |
| Міхаела Бат                                                     | 200 м брасом                     | 2:40.57           | 44                | Завершила виступ | Завершила виступ | Завершила виступ  | Завершила виступ  |
| Татьяна Чіска                                                   | 50 м брасом                      | 32.38             | 42                | Завершила виступ | Завершила виступ | Завершила виступ  | Завершила виступ  |
| Тетяна Перстньова                                               | 200 м на спині                   | 2:19.37           | 37                | Завершила виступ | Завершила виступ | Завершила виступ  | Завершила виступ  |
| Александра Виниченко                                            | 100 м брасом                     | 1:13.88           | 50                | Завершила виступ | Завершила виступ | Завершила виступ  | Завершила виступ  |
| Тетяна Перстньова Тетяна Кішка Александра Виниченко Міхаела Бат | естафета 4x100 метрів комплексом | 4:26.55           | 25                | Н/Д              | Н/Д              | Завершилли виступ | Завершилли виступ |